# Khí canh

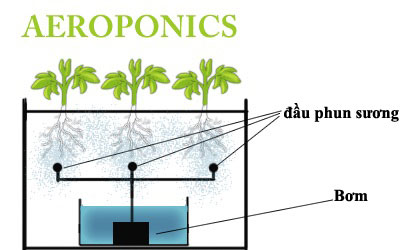
Mô phỏng phương pháp canh tác bằng khí canh

Khí canh (Aeroponics technology) là một phương thức canh tác mới trong nông nghiệp, trồng cây không sử dụng đất (địa canh), nước (thủy canh) mà trồng trong môi trường không khí có chứa các thể bụi dinh dưỡng. Các bụi thể dinh dưỡng cung cấp cho rễ để cây sinh trưởng và phát triển. So với các phương pháp canh tác khác, khí canh giúp tiết kiệm 95% phân bón, giảm tiêu thụ nước 98%, không cần thuốc bảo vệ thực vật, chiếm ít không gian canh tác, có thể tăng mùa vụ quanh năm cho năng suất cây trồng tăng lên 45% - 75%...

## Lịch sử
Ý tưởng về khí canh xuất hiện từ những năm 1920 khi các nhà khoa học quan sát thấy một số đối tượng cây trồng có bộ rễ mọc lửng lơ trong tự nhiên, tiêu biểu là cây hoa Lan. Đến năm 1942, W. Carter, được biết là người đầu tiên trồng cây trong không khí, đã mô tả phương pháp khí canh (bằng hơi nước) nhằm kiểm soát sự sinh trưởng và phát triển của rể. Năm 1944, L. J. Klotz là người đầu tiên nghiên cứu bệnh ở rễ trên cây có múi bằng phương pháp trồng cây trong sương mù. Năm 1952, G. F. Trowel đã trồng táo trong môi trường không khí có phun sương. Năm 1957, F. W. Went đã trồng cà phê, cà chua với toàn bộ bộ rể lơ lửng trong không khí được phun sương mù dưỡng chất lên rể cây và gọi phương pháp trồng cây này là "aeroponics".
Mãi đến năm 1966, B. Briggs lần đầu tiên giới thiệu khí canh và đưa công nghệ này từ phòng thí nghiệm ra thực tiễn sản xuất. Kể từ đây, pháp pháp khí canh được nghiên cứu và ứng dụng rộng rãi trong sản xuất:
- Năm 1976, John Prewer, nhà bác học Anh đã trồng thực nghiệm xà lách (lettuces) với thời gian sinh trưởng 22 ngày trong ống nhựa và không khí, trong đó dưỡng chất và nước được đưa vào môi trường không khí để cung cấp cho cây trồng thông qua phương pháp quạt bơm sương.
- Đến năm 1982, kỹ thuật khí canh này trở nên phổ biến hơn khi Cơ quan Hàng không và Vũ trụ Mỹ (NASA - National Aeronautics and Space Administration) bắt đầu nghiên cứu khí canh trong môi trường không trọng lực trên các tàu con thoi và trạm không gian. Thời gian này, ở Israel, Nir Isaac sáng chế thiết bị khí canh áp suất thấp cung cấp dưỡng chất cho cây treo lơ lửng được giữ bằng chất dẻo xốp (styrofoam) trên khay.
- Năm 1983, Richard J. Stoner đăng ký sáng chế thiết bị, quy trình khí canh đầu tiên với tên gọi "Genesis Growing System" (Hệ thống sáng tạo của Chúa) và bộ vi xử lý đầu tiên phân phối đồng thời nước và dưỡng chất đến khay trồng. Đây được coi là sự đột phá trong ngành canh nông.
- Năm 1985, Công ty Genesis Technology INC lần đầu tiên sản xuất, đưa ra thị trường hệ thống "Genesis Growing System" quy mô lớn, là hệ thống khép kín, tuần hoàn và được kiểm soát bằng vi xử lý để trồng cây hàng hóa.
- Đến năm 2006, khí canh được sử dụng ở nhiều nước phát triển. Ngày nay, khí canh rất thích hợp để nhân giống, nghiên cứu sinh lý phát triển cây trồng và phát triển nông nghiệp đô thị.

## Ưu điểm của sản xuất nông nghiệp bằng khí canh
Đối với công tác giống cây trồng, khí canh được xem như là bước đột phá trong lĩnh vực nghiên cứu và sản xuất giống vô tính. Theo các nhà khoa học, đây sẽ là phương pháp nhân giống vô tính cây trồng quan trọng của thế kỷ 21, có thể thay thế phương pháp nhân giống bằng kỹ thuật nuôi cấy mô tế bào do có lắp đặt hệ thống lọc khử trùng dung dịch và không khí buồng trồng; là công nghệ hiện đại có sự tích hợp công nghệ sinh học, tin học, vật liệu mới và công nghệ tự động hóa.
Khí canh cho phép nhân được nhiều loại cây trồng, chu kỳ nhân giống nhanh hơn nhiều hơn, công suất tăng 30 lần so với kỹ thuật truyền thống, loại bỏ khâu khử trùng (môi trường, mẫu vật) rất phức tạp trong nuôi cấy mô, tiết kiệm lao động, vật liệu, giảm giá thành.
Áp dụng khí canh trong sản xuất, môi trường sống của cây trồng hoàn toàn sạch bệnh, không cần dùng thuốc trừ sâu bệnh. Nhờ chu trình khép kín từ trồng đến thu hoạch nên tiết kiệm nước và dinh dưỡng cho cây, đồng thời có thể điều khiển tự động hóa được thời gian phun dinh dưỡng, cây sinh trưởng nhanh và cho năng suất cao, điều khiển được môi trường nuôi trồng. Ứng dụng khí canh giúp giảm chi phí về nước 98%, về phân bón 95%, về thuốc bảo vệ thực vật 99%, tăng năng suất cây trồng lên 45% - 75%.
So với phương pháp địa canh, ứng dụng khí canh cho năng suất tăng ít nhất gấp 2 lần; tiết kiệm được diện tích canh tác do có thể thâm canh nhiều tầng; cây tăng trưởng nhanh gấp 1. 5 lần nhờ được sống trong môi trường nhân tạo (cây sinh trưởng theo thời gian ảo với 1 ngày 24h chiếu sáng của cây tương đương với 3 ngày với 8h chiếu sáng tự nhiên); tiết kiệm hơn 70% nước tưới, không phụ thuộc vào tự nhiên, nhất là các hình thái thời tiết khô, hạn hán…); tiết kiệm công, thời gian, nhất là công và thời gian cải tạo đất…
So với phương pháp thủy canh, nếu như thủy canh hay gặp vấn đề là các loại vi khuẩn gây mầm bệnh ở rễ dễ lây lan trong toàn bộ hệ thống (vì toàn bộ phần rễ đều được nhúng chung một bồn chứa) thì khí canh đã giải quyết tồn tại này bằng cách phun khí ở dạng sương, vi khuẩn khó có thể tiếp cận nhiều cây một lúc, khi có cây bệnh chỉ việc loại bỏ cây bệnh và thay nước ở bồn máy bơm.

## Ứng dụng trong sản xuất giống khoai tây
Những năm gần đây, các nước Châu Á đã ứng dụng thành công các phương pháp công nghệ sinh học, trong đó có khí canh để xây dựng hệ thống giống khoai tây. Trung Quốc là quốc gia có diện tích khoai tây lớn nhất thế giới (4,7 triệu ha), nhờ ứng dụng khoa học công nghệ, nhất là khí canh trong sản xuất củ giống nên chỉ trong vòng có 10 năm đã đưa năng suất tăng từ 11tấn /ha năm 1991 đã lên 17 tấn/ha năm 2000. Bằng phương pháp khí canh, năng suất khoai giống tăng lên đến 1.800 - 2.000 củ/m² tại Trung Quốc và 3.000 – 3.500 củ/m² tại Hàn Quốc, trong khi đó các phương pháp khác chỉ đạt 300 - 500 củ/m².
Việt Nam đã thành công trong việc sản xuất giống khoai tây bằng công nghệ khí canh, năng suất đạt 835-1016 củ/m². Hệ thống thiết bị và quy trình sản xuất giống khoai tây bằng phương pháp khí canh được cấp bằng độc quyền sáng chế tại Quyết định số 62896/QĐ-SHTT, ngày 11 tháng 11 năm 2013 của Cục Sở hữu trí tuệ.